# Torneo Verano 1999 (México)
El Torneo Verano 1999 fue la edición LXI del campeonato de liga de la Primera División de México. Se trató del sexto torneo corto, luego del cambio de formato de competencia, con el que se cerró la temporada 1998-99. El torneo comenzó el 15 de enero de 1999 con el partido entre Tecos 2-4 Morelia. Luego de una final empatada 5-5 en el global, el campeón Toluca se impuso en penales 5-4 ante Atlas, en una de las mejores finales en la historia del fútbol mexicano.

## Formato de competencia
Los 18 equipos participantes se dividen en 4 grupos, dos de cinco integrantes y dos de cuatro. Juegan todos contra todos a una sola ronda, por lo que cada equipo jugó 17 partidos. Al finalizar la temporada regular califican a la liguilla los 2 primeros lugares de cada grupo; si hubiera 1 o 2 clubes (no ubicados en esos dos primeros puestos) de un sector, con mejor desempeño estadístico que algún líder o sublíder de otro grupo, estos se medirán en la fase de reclasificación o repechaje en duelos a eliminación directa.

### Fase de calificación
En la fase de calificación participan los 18 clubes de la primera división profesional jugando todos contra todos durante las 17 jornadas respectivas, a un solo partido. Se observará el sistema de puntos. La ubicación en la tabla general está sujeta a lo siguiente:
1. Por juego ganado se obtendrán tres puntos.
2. Por juego empatado se obtendrá un punto.
3. Por juego perdido no se otorgan puntos.

El orden de los clubes al final de la Fase de Calificación del torneo corresponderá a la suma de los puntos obtenidos por cada uno de ellos y se presentará en forma descendente. Si al finalizar las 17 jornadas del torneo, dos o más clubes estuviesen empatados en puntos, su posición en la Tabla General será determinada atendiendo a los siguientes criterios de desempate:
1. Mejor diferencia entre los goles anotados y recibidos
2. Mayor número de goles anotados
3. Marcadores particulares entre los clubes empatados
4. Mayor número de goles anotados como visitante
5. Mejor ubicación en la Tabla General de Cocientes
6. Tabla Fair Play
7. Sorteo

### Fase final
Califican a la liguilla los 2 primeros lugares de cada grupo; si hubiera 1 o 2 clubes (no ubicados en esos dos primeros puestos) de un sector, con mejor desempeño estadístico que algún líder o sublíder de otro grupo, estos se medirán en la fase de reclasificación o repechaje en duelos a eliminación directa.
1.º vs 8.º 

2.º vs 7.º 

3.º vs 6.º 

4.º vs 5.º
En semifinales participarán los cuatro clubes vencedores de cuartos de final, reubicándolos del uno al cuatro, de acuerdo a su mejor posición en la Tabla General de Clasificación al término de la jornada 17, enfrentándose 1.º vs 4.º y 2.º vs 3.º.
Disputarán el título de Campeón del Torneo Verano 1999, los dos clubes vencedores de la fase semifinal.
Todos los partidos de esta fase serán en formato de ida y vuelta, eligiendo siempre el club que haya quedado mejor ubicado en la Tabla General de Clasificación, el horario de su partido como local.
El criterio usado para definir una clasificación en las rondas de reclasificación, cuartos de final y semifinales en caso de empate global será otorgar esta al equipo con mejor posición en la tabla general al final de la fase regular. En cuanto a la final, un empate global luego del juego de vuelta, será dirimido con dos tiempos extras de 15 minutos cada uno, contando con la posibilidad del Gol de oro, y posteriormente Tiros desde el punto penal, hasta que se produjera un ganador.

## Equipos por Entidad Federativa
Para la temporada 1998-1999, la entidad federativa de la República Mexicana con más equipos profesionales en la Primera División fue la Ciudad de México con 5, seguida de Jalisco con 3, 2 para Nuevo León, Estado de México y Guanajuato.
| Santos Monterrey Tigres Morelia Atlas Guadalajara U.A.G León Celaya Necaxa Puebla Toluca T. Neza América Cruz Azul UNAM Pachuca Atlante | \| Entidad Federativa \| N.º \| Equipos \| \| ------------------ \| --- \| ------------------------------------------ \| \| Distrito Federal \| 5 \| América, Cruz Azul, UNAM, Atlante y Necaxa \| \| Jalisco \| 3 \| Atlas, Tecos y Guadalajara \| \| Nuevo León \| 2 \| Monterrey y Tigres \| \| Estado de México \| 2 \| Toluca y Toros Neza \| \| Guanajuato \| 2 \| León y Celaya \| \| Coahuila \| 1 \| Santos \| \| Michoacán \| 1 \| Morelia \| \| Puebla \| 1 \| Puebla \| \| Hidalgo \| 1 \| Pachuca \| |                                            |
| Entidad Federativa | N.º | Equipos                                    |
| Distrito Federal | 5 | América, Cruz Azul, UNAM, Atlante y Necaxa |
| Jalisco | 3 | Atlas, Tecos y Guadalajara                 |
| Nuevo León | 2 | Monterrey y Tigres                         |
| Estado de México | 2 | Toluca y Toros Neza                        |
| Guanajuato | 2 | León y Celaya                              |
| Coahuila | 1 | Santos                                     |
| Michoacán | 1 | Morelia                                    |
| Puebla | 1 | Puebla                                     |
| Hidalgo | 1 | Pachuca                                    |

## Información de los equipos
| Equipo      | Ciudad                               | Estadio                | Capacidad |
| ----------- | ------------------------------------ | ---------------------- | --------- |
| América     | México, D. F.                        | Azteca                 | 110 000   |
| Atlante     | México, D. F.                        | Azteca                 | 110 000   |
| Atlas       | Guadalajara, Jalisco                 | Jalisco                | 60,000    |
| Celaya      | Celaya, Guanajuato                   | Miguel Alemán Valdés   | 25,000    |
| Cruz Azul   | México, D. F.                        | Azul                   | 37,000    |
| Guadalajara | Guadalajara, Jalisco                 | Jalisco                | 60,000    |
| León        | León, Guanajuato                     | Nou Camp               | 33,943    |
| Monterrey   | Monterrey, Nuevo León                | Tecnológico            | 38,000    |
| Morelia     | Morelia, Michoacán                   | Morelos                | 41,056    |
| Necaxa      | México, D. F.                        | Azteca                 | 110 000   |
| Pachuca     | Pachuca, Hidalgo                     | Hidalgo                | 30,000    |
| Puebla      | Puebla, Puebla                       | Cuauhtémoc             | 46,638    |
| Santos      | Torreón, Coahuila                    | Corona                 | 18,500    |
| Tecos       | Zapopan, Jalisco                     | Tres de marzo          | 30,015    |
| Tigres      | San Nicolás de los Garza, Nuevo León | Universitario          | 43,600    |
| Toluca      | Toluca, Estado de México             | La Bombonera           | 27,000    |
| Toros Neza  | Nezahualcóyotl, Estado de México     | Neza 86                | 28,000    |
| UNAM        | México, D. F.                        | Olímpico Universitario | 66,000    |

## Torneo regular
| Pos. | Equipo           | Pts. | PJ | G  | E | P  | GF | GC | Dif. | Clasificación                   |
| ---- | ---------------- | ---- | -- | -- | - | -- | -- | -- | ---- | ------------------------------- |
| 1    | Toluca (C)       | 39   | 17 | 12 | 3 | 2  | 50 | 23 | +27  | Cuartos de final de la liguilla |
| 2    | Atlas            | 34   | 17 | 10 | 4 | 3  | 34 | 22 | +12  | Cuartos de final de la liguilla |
| 3    | Cruz Azul        | 31   | 17 | 9  | 4 | 4  | 30 | 24 | +6   | Cuartos de final de la liguilla |
| 4    | América          | 31   | 17 | 9  | 4 | 4  | 30 | 25 | +5   | Cuartos de final de la liguilla |
| 5    | Santos           | 29   | 17 | 9  | 2 | 6  | 33 | 29 | +4   | Reclasificación a liguilla      |
| 6    | Guadalajara      | 26   | 17 | 7  | 5 | 5  | 24 | 21 | +3   | Cuartos de final de la liguilla |
| 7    | Atlético Morelia | 25   | 17 | 8  | 1 | 8  | 23 | 23 | 0    | Cuartos de final de la liguilla |
| 8    | Atlético Celaya  | 24   | 17 | 6  | 6 | 5  | 29 | 26 | +3   |                                 |
| 9    | Pachuca          | 24   | 17 | 6  | 6 | 5  | 23 | 22 | +1   |                                 |
| 10   | Tigres           | 23   | 17 | 7  | 2 | 8  | 34 | 32 | +2   |                                 |
| 11   | Necaxa           | 22   | 17 | 5  | 7 | 5  | 30 | 25 | +5   | Cuartos de final de la liguilla |
| 12   | UNAM             | 21   | 17 | 6  | 3 | 8  | 19 | 27 | −8   |                                 |
| 13   | Tecos UAG        | 19   | 17 | 6  | 1 | 10 | 21 | 28 | −7   | Reclasificación a liguilla      |
| 14   | Atlante          | 18   | 17 | 4  | 6 | 7  | 31 | 34 | −3   |                                 |
| 15   | Toros Neza       | 17   | 17 | 4  | 5 | 8  | 21 | 29 | −8   |                                 |
| 16   | León             | 16   | 17 | 5  | 1 | 11 | 19 | 33 | −14  |                                 |
| 17   | Monterrey        | 14   | 17 | 4  | 2 | 11 | 25 | 38 | −13  |                                 |
| 18   | Puebla (D)       | 13   | 17 | 3  | 4 | 10 | 15 | 30 | −15  | Descenso de categoría           |

 Fuente: [cita requerida]
Notas:
1. ↑  Puebla se mantuvo en Primera División al comprar la franquicia de Unión de Curtidores.

### Grupos

#### Grupo 1
| Pos. | Equipo          | Pts. | PJ | G | E | P  | GF | GC | Dif. | Clasificación                   |
| ---- | --------------- | ---- | -- | - | - | -- | -- | -- | ---- | ------------------------------- |
| 1    | Cruz Azul       | 31   | 17 | 9 | 4 | 4  | 30 | 24 | +6   | Cuartos de final de la liguilla |
| 2    | Guadalajara     | 26   | 17 | 7 | 5 | 5  | 24 | 21 | +3   | Cuartos de final de la liguilla |
| 3    | Atlético Celaya | 24   | 17 | 6 | 6 | 5  | 29 | 26 | +3   |                                 |
| 4    | León            | 16   | 17 | 5 | 1 | 11 | 19 | 33 | −14  |                                 |
| 5    | Puebla (D)      | 13   | 17 | 3 | 4 | 10 | 15 | 30 | −15  | Descenso de categoría           |

 Fuente: [cita requerida]

#### Grupo 2
| Pos. | Equipo           | Pts. | PJ | G | E | P | GF | GC | Dif. | Clasificación                   |
| ---- | ---------------- | ---- | -- | - | - | - | -- | -- | ---- | ------------------------------- |
| 1    | América          | 31   | 17 | 9 | 4 | 4 | 30 | 25 | +5   | Cuartos de final de la liguilla |
| 2    | Atlético Morelia | 25   | 17 | 8 | 1 | 8 | 23 | 23 | 0    | Cuartos de final de la liguilla |
| 3    | Pachuca          | 24   | 17 | 6 | 6 | 5 | 23 | 22 | +1   |                                 |
| 4    | UNAM             | 21   | 17 | 6 | 3 | 8 | 19 | 27 | −8   |                                 |
| 5    | Toros Neza       | 17   | 17 | 4 | 5 | 8 | 21 | 29 | −8   |                                 |

 Fuente: [cita requerida]

#### Grupo 3
| Pos. | Equipo    | Pts. | PJ | G | E | P  | GF | GC | Dif. | Clasificación                   |
| ---- | --------- | ---- | -- | - | - | -- | -- | -- | ---- | ------------------------------- |
| 1    | Necaxa    | 22   | 17 | 5 | 7 | 5  | 30 | 25 | +5   | Cuartos de final de la liguilla |
| 2    | Tecos UAG | 19   | 17 | 6 | 1 | 10 | 21 | 28 | −7   | Reclasificación a liguilla      |
| 3    | Atlante   | 18   | 17 | 4 | 6 | 7  | 31 | 34 | −3   |                                 |
| 4    | Monterrey | 14   | 17 | 4 | 2 | 11 | 25 | 38 | −13  |                                 |

 Fuente: [cita requerida]

#### Grupo 4
| Pos. | Equipo | Pts. | PJ | G  | E | P | GF | GC | Dif. | Clasificación                   |
| ---- | ------ | ---- | -- | -- | - | - | -- | -- | ---- | ------------------------------- |
| 1    | Toluca | 39   | 17 | 12 | 3 | 2 | 50 | 23 | +27  | Cuartos de final de la liguilla |
| 2    | Atlas  | 34   | 17 | 10 | 4 | 3 | 34 | 22 | +12  | Cuartos de final de la liguilla |
| 3    | Santos | 29   | 17 | 9  | 2 | 6 | 33 | 29 | +4   | Reclasificación a liguilla      |
| 4    | Tigres | 23   | 17 | 7  | 2 | 8 | 34 | 32 | +2   |                                 |

 Fuente: [cita requerida]

### Resultados
| Tecos   | 2 - 4 | Morelia     | Tres de marzo        | 15 de enero | 20:30 |
| Necaxa  | 5 - 1 | UNAM        | Azteca               | 16 de enero | 15:00 |
| Celaya  | 1 - 2 | Toros Neza  | Miguel Alemán Valdés | 16 de enero | 17:00 |
| Tigres  | 4 - 3 | Pachuca     | Universitario        | 16 de enero | 17:00 |
| Puebla  | 2 - 2 | Cruz Azul   | Cuauhtémoc           | 16 de enero | 19:00 |
| Atlas   | 3 - 2 | Monterrey   | Jalisco              | 16 de enero | 20:45 |
| León    | 0 - 2 | América     | Nou Camp             | 17 de enero | 12:00 |
| Santos  | 2 - 2 | Guadalajara | Corona               | 17 de enero | 16:00 |
| Atlante | 2 - 3 | Toluca      | Azteca               | 17 de enero | 16:00 |

| Toluca      | 3 - 2 | Santos  | La Bombonera | 23 de enero | 15:00 |
| UNAM        | 3 - 2 | Puebla  | Corregidora  | 23 de enero | 17:00 |
| Cruz Azul   | 2 - 1 | Atlas   | Hidalgo      | 23 de enero | 17:00 |
| Monterrey   | 1 - 2 | Celaya  | Tecnológico  | 23 de enero | 17:00 |
| Guadalajara | 3 - 1 | Tigres  | Jalisco      | 24 de enero | 12:00 |
| Morelia     | 3 - 2 | Atlante | Morelos      | 24 de enero | 12:00 |
| Pachuca     | 1 - 1 | Necaxa  | Hidalgo      | 24 de enero | 12:00 |
| América     | 1 - 0 | Tecos   | Corregidora  | 24 de enero | 15:00 |
| Toros Neza  | 0 - 0 | León    | Neza 86      | 24 de enero | 16:00 |

| Santos  | 1 - 0 | Morelia     | Corona               | 27 de enero  | 16:00 |
| Celaya  | 0 - 0 | Cruz Azul   | Miguel Alemán Valdés | 27 de enero  | 20:15 |
| León    | 0 - 1 | Monterrey   | Nou Camp             | 27 de enero  | 20:30 |
| Tigres  | 4 - 4 | Toluca      | Universitario        | 27 de enero  | 20:30 |
| Tecos   | 2 - 1 | Toros Neza  | Tres de marzo        | 27 de enero  | 20:30 |
| Pachuca | 1 - 1 | UNAM        | Hidalgo              | 28 de enero  | 20:00 |
| Atlante | 1 - 1 | América     | Azteca               | 28 de enero  | 20:30 |
| Atlas   | 3 - 0 | Puebla      | Jalisco              | 28 de enero  | 20:45 |
| Necaxa  | 3 - 0 | Guadalajara | Azteca               | 3 de febrero | 20:30 |

| Toluca      | 3 - 1 | Necaxa  | La Bombonera           | 30 de enero | 15:00 |
| Monterrey   | 3 - 0 | Tecos   | Tecnológico            | 30 de enero | 17:00 |
| Cruz Azul   | 3 - 2 | León    | Azul                   | 30 de enero | 17:00 |
| Puebla      | 3 - 1 | Celaya  | Cuauhtémoc             | 30 de enero | 19:00 |
| UNAM        | 0 - 0 | Atlas   | Olímpico Universitario | 31 de enero | 12:00 |
| Guadalajara | 0 - 0 | Pachuca | Jalisco                | 31 de enero | 12:00 |
| Morelia     | 2 - 3 | Tigres  | Morelos                | 31 de enero | 12:00 |
| Toros Neza  | 3 - 3 | Atlante | Neza 86                | 31 de enero | 16:00 |
| América     | 3 - 1 | Santos  | Azteca                 | 31 de enero | 16:00 |

| Tecos       | 2 - 0 | Cruz Azul  | Tres de marzo        | 5 de febrero | 20:30 |
| Necaxa      | 0 - 1 | Morelia    | Azteca               | 6 de febrero | 15:00 |
| Tigres      | 3 - 4 | América    | Universitario        | 6 de febrero | 17:00 |
| Celaya      | 1 - 2 | Atlas      | Miguel Alemán Valdés | 6 de febrero | 20:15 |
| Guadalajara | 2 - 1 | UNAM       | Jalisco              | 7 de febrero | 12:00 |
| León        | 3 - 1 | Puebla     | Nou Camp             | 7 de febrero | 12:00 |
| Pachuca     | 0 - 3 | Toluca     | Hidalgo              | 7 de febrero | 12:00 |
| Atlante     | 3 - 1 | Monterrey  | Azteca               | 7 de febrero | 16:00 |
| Santos      | 1 - 0 | Toros Neza | Corona               | 7 de febrero | 16:00 |

| Monterrey  | 2 - 5 | Santos      | Tecnológico            | 20 de febrero | 17:00 |
| Puebla     | 1 - 0 | Tecos       | Cuauhtémoc             | 20 de febrero | 19:00 |
| Morelia    | 0 - 2 | Pachuca     | Morelos                | 21 de febrero | 12:00 |
| Toros Neza | 2 - 1 | Tigres      | Neza 86                | 21 de febrero | 16:00 |
| Toluca     | 1 - 0 | Guadalajara | La Bombonera           | 23 de febrero | 15:00 |
| Atlas      | 4 - 0 | León        | Jalisco                | 23 de febrero | 20:45 |
| UNAM       | 2 - 2 | Celaya      | Olímpico Universitario | 24 de febrero | 17:00 |
| América    | 1 - 1 | Necaxa      | Azteca                 | 24 de febrero | 20:30 |
| Cruz Azul  | 3 - 2 | Atlante     | Azul                   | 25 de febrero | 17:00 |

| Tecos       | 1 - 2 | Atlas      | Tres de marzo | 26 de febrero | 20:30 |
| Toluca      | 2 - 0 | UNAM       | La Bombonera  | 27 de febrero | 15:00 |
| Tigres      | 2 - 0 | Monterrey  | Universitario | 27 de febrero | 17:00 |
| Necaxa      | 1 - 1 | Toros Neza | Azteca        | 27 de febrero | 17:00 |
| Pachuca     | 1 - 2 | América    | Hidalgo       | 28 de febrero | 12:00 |
| Guadalajara | 1 - 2 | Morelia    | Jalisco       | 28 de febrero | 12:00 |
| León        | 2 - 3 | Celaya     | Nou Camp      | 28 de febrero | 12:00 |
| Atlante     | 1 - 1 | Puebla     | Azteca        | 28 de febrero | 16:00 |
| Santos      | 3 - 1 | Cruz Azul  | Corona        | 28 de febrero | 16:00 |

| Cruz Azul  | 3 - 2 | Tigres      | Azul                   | 6 de marzo | 17:00 |
| Monterrey  | 4 - 1 | Necaxa      | Tecnológico            | 6 de marzo | 17:00 |
| Puebla     | 1 - 2 | Santos      | Cuauhtémoc             | 6 de marzo | 19:00 |
| Celaya     | 2 - 1 | Tecos       | Miguel Alemán Valdés   | 6 de marzo | 20:15 |
| Atlas      | 0 - 0 | Atlante     | Jalisco                | 6 de marzo | 20:45 |
| UNAM       | 0 - 1 | León        | Olímpico Universitario | 7 de marzo | 12:00 |
| Morelia    | 0 - 0 | Toluca      | Morelos                | 7 de marzo | 12:00 |
| Toros Neza | 2 - 3 | Pachuca     | Neza 86                | 7 de marzo | 16:00 |
| América    | 0 - 1 | Guadalajara | Azteca                 | 7 de marzo | 18:00 |

| Atlante     | 1 - 4 | Celaya     | Azteca        | 12 de marzo | 20:45 |
| Pachuca     | 2 - 2 | Monterrey  | Hidalgo       | 14 de marzo | 12:00 |
| Tigres      | 3 - 0 | Puebla     | Universitario | 16 de marzo | 20:30 |
| Tecos       | 2 - 1 | León       | Tres de marzo | 16 de marzo | 20:30 |
| Morelia     | 1 - 2 | UNAM       | Morelos       | 17 de marzo | 14:00 |
| Toluca      | 3 - 0 | América    | La Bombonera  | 17 de marzo | 15:00 |
| Santos      | 2 - 1 | Atlas      | Corona        | 17 de marzo | 16:00 |
| Necaxa      | 1 - 1 | Cruz Azul  | Azteca        | 17 de marzo | 20:00 |
| Guadalajara | 1 - 1 | Toros Neza | Jalisco       | 17 de marzo | 20:45 |

| Cruz Azul  | 2 - 1 | Pachuca     | Azul                   | 20 de marzo | 17:00 |
| Monterrey  | 2 - 4 | Guadalajara | Tecnológico            | 20 de marzo | 17:00 |
| Puebla     | 0 - 2 | Necaxa      | Cuauhtémoc             | 20 de marzo | 19:00 |
| Celaya     | 3 - 0 | Santos      | Miguel Alemán Valdés   | 20 de marzo | 20:15 |
| Atlas      | 1 - 0 | Tigres      | Jalisco                | 20 de marzo | 20:45 |
| UNAM       | 0 - 2 | Tecos       | Olímpico Universitario | 21 de marzo | 12:00 |
| León       | 3 - 2 | Atlante     | Nou Camp               | 21 de marzo | 12:00 |
| Toros Neza | 1 - 6 | Toluca      | Neza 86                | 21 de marzo | 16:00 |
| América    | 2 - 1 | Morelia     | Azteca                 | 21 de marzo | 16:00 |

| Atlante     | 1 - 2 | Tecos      | Azteca        | 26 de marzo | 20:30 |
| Necaxa      | 2 - 3 | Atlas      | Azteca        | 27 de marzo | 15:00 |
| Tigres      | 1 - 0 | Celaya     | Universitario | 27 de marzo | 17:00 |
| Morelia     | 3 - 0 | Toros Neza | Morelos       | 28 de marzo | 12:00 |
| Guadalajara | 2 - 0 | Cruz Azul  | Jalisco       | 28 de marzo | 12:00 |
| Pachuca     | 2 - 0 | Puebla     | Hidalgo       | 28 de marzo | 12:00 |
| Toluca      | 4 - 0 | Monterrey  | La Bombonera  | 28 de marzo | 12:00 |
| Santos      | 3 - 2 | León       | Corona        | 28 de marzo | 16:00 |
| América     | 3 - 1 | UNAM       | Azteca        | 28 de marzo | 16:00 |

| Tecos      | 1 - 1 | Santos      | Tres de marzo          | 2 de abril | 20:30 |
| Cruz Azul  | 3 - 2 | Toluca      | Azul                   | 3 de abril | 17:00 |
| Monterrey  | 1 - 2 | Morelia     | Tecnológico            | 3 de abril | 17:00 |
| Puebla     | 1 - 2 | Guadalajara | Cuauhtémoc             | 3 de abril | 19:00 |
| Celaya     | 1 - 1 | Necaxa      | Miguel Alemán Valdés   | 3 de abril | 20:15 |
| Atlas      | 3 - 0 | Pachuca     | Jalisco                | 3 de abril | 20:45 |
| UNAM       | 1 - 2 | Atlante     | Olímpico Universitario | 4 de abril | 12:00 |
| León       | 2 - 1 | Tigres      | Nou Camp               | 4 de abril | 12:00 |
| Toros Neza | 1 - 2 | América     | Neza 86                | 4 de abril | 16:00 |

| Toluca      | 3 - 0 | Puebla     | La Bombonera           | 10 de abril | 15:00 |
| Necaxa      | 4 - 0 | León       | Azteca                 | 10 de abril | 17:00 |
| Tigres      | 2 - 1 | Tecos      | Universitario          | 10 de abril | 17:00 |
| Guadalajara | 1 - 1 | Atlas      | Jalisco                | 11 de abril | 12:00 |
| Morelia     | 0 - 2 | Cruz Azul  | Morelos                | 11 de abril | 12:00 |
| UNAM        | 0 - 1 | Toros Neza | Olímpico Universitario | 11 de abril | 12:00 |
| Pachuca     | 2 - 2 | Celaya     | Hidalgo                | 11 de abril | 12:00 |
| América     | 4 - 1 | Monterrey  | Azteca                 | 11 de abril | 16:00 |
| Santos      | 4 - 2 | Atlante    | Corona                 | 11 de abril | 16:00 |

| Cruz Azul | 4 - 0 | América     | Azul                 | 15 de abril | 17:00 |
| Tecos     | 2 - 3 | Necaxa      | Tres de marzo        | 16 de abril | 20:30 |
| Monterrey | 1 - 0 | Toros Neza  | Tecnológico          | 17 de abril | 17:00 |
| Puebla    | 0 - 1 | Morelia     | Cuauhtémoc           | 17 de abril | 19:00 |
| Celaya    | 0 - 0 | Guadalajara | Miguel Alemán Valdés | 17 de abril | 20:15 |
| Atlas     | 3 - 3 | Toluca      | Jalisco              | 17 de abril | 20:45 |
| León      | 0 - 1 | Pachuca     | Nou Camp             | 18 de abril | 12:00 |
| Santos    | 1 - 2 | UNAM        | Corona               | 18 de abril | 16:00 |
| Atlante   | 2 - 1 | Tigres      | Azteca               | 18 de abril | 16:00 |

| Toluca      | 5 - 2 | Celaya    | La Bombonera  | 24 de abril | 15:00 |
| Necaxa      | 2 - 2 | Atlante   | Azteca        | 24 de abril | 17:00 |
| Tigres      | 4 - 2 | Santos    | Universitario | 24 de abril | 17:00 |
| Guadalajara | 3 - 0 | León      | Jalisco       | 25 de abril | 12:00 |
| Morelia     | 1 - 2 | Atlas     | Morelos       | 25 de abril | 12:00 |
| UNAM        | 2 - 1 | Monterrey | Corregidora   | 25 de abril | 12:00 |
| Pachuca     | 3 - 0 | Tecos     | Hidalgo       | 25 de abril | 12:00 |
| América     | 1 - 1 | Puebla    | Azteca        | 25 de abril | 16:00 |
| Toros Neza  | 1 - 1 | Cruz Azul | Neza 86       | 25 de abril | 16:00 |

| Cruz Azul | 3 - 2 | Monterrey   | Azul                 | 1 de mayo | 17:00 |
| Tigres    | 1 - 2 | UNAM        | Universitario        | 1 de mayo | 17:00 |
| Puebla    | 1 - 0 | Toros Neza  | Cuauhtémoc           | 1 de mayo | 19:00 |
| Celaya    | 3 - 1 | Morelia     | Miguel Alemán Valdés | 1 de mayo | 20:15 |
| Atlas     | 3 - 2 | América     | Jalisco              | 1 de mayo | 20:45 |
| Tecos     | 1 - 0 | Guadalajara | Tres de marzo        | 2 de mayo | 12:00 |
| León      | 3 - 2 | Toluca      | Nou Camp             | 2 de mayo | 12:00 |
| Santos    | 3 - 1 | Necaxa      | Corona               | 2 de mayo | 16:00 |
| Atlante   | 0 - 0 | Pachuca     | Azteca               | 2 de mayo | 16:00 |

| Guadalajara | 2 - 5 | Atlante   | Jalisco      | 9 de mayo | 17:00 |
| Pachuca     | 1 - 0 | Santos    | Hidalgo      | 9 de mayo | 17:00 |
| Morelia     | 1 - 0 | León      | Morelos      | 9 de mayo | 17:00 |
| UNAM        | 1 - 0 | Cruz Azul | Corregidora  | 9 de mayo | 17:00 |
| América     | 2 - 2 | Celaya    | Azteca       | 9 de mayo | 17:00 |
| Toros Neza  | 5 - 2 | Atlas     | Neza 86      | 9 de mayo | 17:00 |
| Monterrey   | 1 - 1 | Puebla    | Tecnológico  | 9 de mayo | 17:00 |
| Necaxa      | 1 - 1 | Tigres    | Azul         | 9 de mayo | 17:00 |
| Toluca      | 3 - 2 | Tecos     | La Bombonera | 9 de mayo | 17:00 |

### Tabla de cocientes
| Posición | Equipo      | I-1996 | V-1997 | I-1997 | V-1998 | I-1998 | V-1999 | Puntos | Juegos | Cociente     |
| -------- | ----------- | ------ | ------ | ------ | ------ | ------ | ------ | ------ | ------ | ------------ |
| 1        | Toluca      | 30     | 21     | 19     | 33     | 36     | 39     | 178    | 102    | 1.7450       |
| 2        | Cruz Azul   | 20     | 25     | 31     | 30     | 40     | 31     | 177    | 102    | 1.7352       |
| 3        | Guadalajara | 31     | 34     | 29     | 19     | 34     | 26     | 173    | 102    | 1.6960       |
| 4        | América     | 17     | 37     | 29     | 26     | 22     | 31     | 162    | 102    | 1.5882       |
| 5        | Necaxa      | 29     | 28     | 18     | 32     | 32     | 22     | 161    | 102    | 1.5784       |
| 6        | Atlante     | 38     | 28     | 30     | 23     | 19     | 18     | 156    | 102    | 1.5294       |
| 7        | Atlas       | 26     | 16     | 23     | 30     | 26     | 34     | 155    | 102    | 1.5196       |
| 8        | Santos      | 34     | 26     | 16     | 26     | 17     | 29     | 148    | 102    | 1.4509       |
| 9        | Morelia     | 12     | 25     | 28     | 21     | 27     | 25     | 138    | 102    | 1.3529       |
| 10       | Tecos       | 18     | 20     | 16     | 30     | 31     | 19     | 134    | 102    | 1.3137       |
| 11       | UNAM        | 18     | 27     | 16     | 21     | 26     | 21     | 129    | 102    | 1.2647       |
| 12       | Tigres      | 0      | 0      | 18     | 23     | 22     | 23     | 86     | 68     | 1.2647       |
| 13       | León        | 23     | 23     | 32     | 17     | 16     | 16     | 127    | 102    | 1.2450       |
| 14       | Toros Neza  | 24     | 30     | 23     | 24     | 9      | 17     | 127    | 102    | 1.2450       |
| 15       | Pachuca     | 0      | 0      | 0      | 0      | 16     | 24     | 40     | 34     | 1.1765       |
| 16       | Monterrey   | 19     | 18     | 22     | 18     | 19     | 14     | 110    | 102    | 1.0784 (-34) |
| 17       | Celaya      | 17     | 12     | 20     | 15     | 22     | 24     | 110    | 102    | 1.0784 (-35) |
| 18       | Puebla      | 31     | 20     | 19     | 18     | 9      | 13     | 110    | 102    | 1.0784 (-50) |

### Goleo Individual
| Pos. | Jugador                | Equipo    | Goles |
| ---- | ---------------------- | --------- | ----- |
| 1.°  | José Saturnino Cardozo | Toluca    | 20    |
| 2.°  | José Manuel Abundis    | Toluca    | 15    |
| 2.°  | Cuauhtémoc Blanco      | América   | 15    |
| 3.°  | Jared Borgetti         | Santos    | 13    |
| 3.°  | Pedro Pineda           | Atlante   | 13    |
| 3.°  | Carlos Pavón           | Celaya    | 13    |
| 4.°  | Luis Hernández         | Tigres    | 12    |
| 4.°  | Francisco Palencia     | Cruz Azul | 12    |
| 5.°  | Hugo Norberto Castillo | Atlas     | 11    |
| 6.°  | Carlos Hermosillo      | Necaxa    | 9     |
| 6.°  | Everaldo Begines       | León      | 9     |

     Campeón de Goleo.

## Liguilla

### Reclasificación
| 13 de mayo de 1999, 20:30 | Tecos        | 1:4 (0:3) | Santos                                     | Estadio Tres de Marzo, Zapopan |                               |
|                           | Palacios 90' |           | Boasso 28' · Ovelar 33' 42' · Borgetti 77' | Árbitro(s): Armando Archundia  | Árbitro(s): Armando Archundia |

| 16 de mayo de 1999, 16:00          | Santos                                     | 3:4 (1:3) | Tecos                                                        | Estadio Corona, Torreón     |                             |
|                                    | Borgetti 28' · Rodríguez 58' · Noriega 66' |           | Palacios 10' · Rizo 18' · G. Hernández 25' · R. Da Silva 89' | Árbitro(s): Gilberto Alcalá | Árbitro(s): Gilberto Alcalá |
| Santos avanzó a la Liguilla (7-5). |                                            |           |                                                              |                             |                             |

|  | Reclasificación                                      | Reclasificación                                      | Reclasificación                                      | Reclasificación                                      | Reclasificación                                      |   |       | Cuartos de final                                               | Cuartos de final                                               | Cuartos de final                                               | Cuartos de final                                               | Cuartos de final                                               |   |  | Semifinales                                          | Semifinales                                          | Semifinales                                          | Semifinales                                          | Semifinales                                          |  |   | Final                                                | Final                                                | Final                                                | Final                                                | Final                                                |  |
|  | 13 de mayo de 1999 (ida) 16 de mayo de 1999 (vuelta) | 13 de mayo de 1999 (ida) 16 de mayo de 1999 (vuelta) | 13 de mayo de 1999 (ida) 16 de mayo de 1999 (vuelta) | 13 de mayo de 1999 (ida) 16 de mayo de 1999 (vuelta) | 13 de mayo de 1999 (ida) 16 de mayo de 1999 (vuelta) |   |       | 19 y 20 de mayo de 1999 (ida) 22 y 23 de mayo de 1999 (vuelta) | 19 y 20 de mayo de 1999 (ida) 22 y 23 de mayo de 1999 (vuelta) | 19 y 20 de mayo de 1999 (ida) 22 y 23 de mayo de 1999 (vuelta) | 19 y 20 de mayo de 1999 (ida) 22 y 23 de mayo de 1999 (vuelta) | 19 y 20 de mayo de 1999 (ida) 22 y 23 de mayo de 1999 (vuelta) |   |  | 26 de mayo de 1999 (ida) 29 de mayo de 1999 (vuelta) | 26 de mayo de 1999 (ida) 29 de mayo de 1999 (vuelta) | 26 de mayo de 1999 (ida) 29 de mayo de 1999 (vuelta) | 26 de mayo de 1999 (ida) 29 de mayo de 1999 (vuelta) | 26 de mayo de 1999 (ida) 29 de mayo de 1999 (vuelta) |  |   | 3 de junio de 1999 (ida) 6 de junio de 1999 (vuelta) | 3 de junio de 1999 (ida) 6 de junio de 1999 (vuelta) | 3 de junio de 1999 (ida) 6 de junio de 1999 (vuelta) | 3 de junio de 1999 (ida) 6 de junio de 1999 (vuelta) | 3 de junio de 1999 (ida) 6 de junio de 1999 (vuelta) |  |
|  |                                                      |                                                      |                                                      |                                                      |                                                      |   |       |                                                                |                                                                |                                                                |                                                                |                                                                |   |  |                                                      |                                                      |                                                      |                                                      |                                                      |  |   |                                                      |                                                      |                                                      |                                                      |                                                      |  |
|  |                                                      |                                                      |                                                      |                                                      |                                                      |   |       |                                                                |                                                                |                                                                |                                                                |                                                                |   |  |                                                      |                                                      |                                                      |                                                      |                                                      |  |   |                                                      |                                                      |                                                      |                                                      |                                                      |  |
|  |                                                      |                                                      |                                                      |                                                      |                                                      |   |       |                                                                |                                                                |                                                                |                                                                |                                                                |   |  |                                                      |                                                      |                                                      |                                                      |                                                      |  |   |                                                      |                                                      |                                                      |                                                      |                                                      |  |
|  |                                                      |                                                      |                                                      |                                                      |                                                      |   |       |                                                                |                                                                |                                                                |                                                                |                                                                |   |  |                                                      |                                                      |                                                      |                                                      |                                                      |  |   |                                                      |                                                      |                                                      |                                                      |                                                      |  |
|  |                                                      |                                                      |                                                      |                                                      |                                                      |   |       |                                                                |                                                                |                                                                |                                                                |                                                                |   |  |                                                      |                                                      |                                                      |                                                      |                                                      |  |   |                                                      |                                                      |                                                      |                                                      |                                                      |  |
|  |                                                      | 1                                                    | Toluca                                               | 3                                                    | 1                                                    | 4 |       |                                                                |                                                                |                                                                |                                                                |                                                                |   |  |                                                      |                                                      |                                                      |                                                      |                                                      |  |   |                                                      |                                                      |                                                      |                                                      |                                                      |  |
|  |                                                      |                                                      |                                                      |                                                      |                                                      | 4 |       |                                                                |                                                                |                                                                |                                                                |                                                                |   |  |                                                      |                                                      |                                                      |                                                      |                                                      |  |   |                                                      |                                                      |                                                      |                                                      |                                                      |  |
|  |                                                      |                                                      | 11                                                   | Necaxa                                               | 1                                                    | 2 | 3     |                                                                |                                                                |                                                                |                                                                |                                                                |   |  |                                                      |                                                      |                                                      |                                                      |                                                      |  |   |                                                      |                                                      |                                                      |                                                      |                                                      |  |
|  |                                                      |                                                      | 11                                                   | Necaxa                                               | 1                                                    | 2 | 3     |                                                                |                                                                |                                                                |                                                                |                                                                |   |  |                                                      |                                                      |                                                      |                                                      |                                                      |  |   |                                                      |                                                      |                                                      |                                                      |                                                      |  |
|  |                                                      |                                                      |                                                      |                                                      |                                                      |   |       |                                                                |                                                                |                                                                |                                                                |                                                                |   |  |                                                      |                                                      |                                                      |                                                      |                                                      |  |   |                                                      |                                                      |                                                      |                                                      |                                                      |  |
|  |                                                      |                                                      |                                                      |                                                      |                                                      |   |       |                                                                |                                                                |                                                                |                                                                |                                                                |   |  |                                                      |                                                      |                                                      |                                                      |                                                      |  |   |                                                      |                                                      |                                                      |                                                      |                                                      |  |
|  |                                                      |                                                      |                                                      |                                                      |                                                      |   |       |                                                                | 1                                                              | Toluca                                                         | 1                                                              | 3                                                              | 4 |  |                                                      |                                                      |                                                      |                                                      |                                                      |  |   |                                                      |                                                      |                                                      |                                                      |                                                      |  |
|  |                                                      |                                                      |                                                      |                                                      |                                                      |   |       |                                                                |                                                                |                                                                |                                                                |                                                                | 4 |  |                                                      |                                                      |                                                      |                                                      |                                                      |  |   |                                                      |                                                      |                                                      |                                                      |                                                      |  |
|  |                                                      |                                                      | 5                                                    | Santos                                               | 1                                                    | 2 | 3     |                                                                |                                                                |                                                                |                                                                |                                                                |   |  |                                                      |                                                      |                                                      |                                                      |                                                      |  |   |                                                      |                                                      |                                                      |                                                      |                                                      |  |
|  |                                                      |                                                      | 5                                                    | Santos                                               | 1                                                    | 2 | 3     |                                                                |                                                                |                                                                |                                                                |                                                                |   |  |                                                      |                                                      |                                                      |                                                      |                                                      |  |   |                                                      |                                                      |                                                      |                                                      |                                                      |  |
|  |                                                      |                                                      |                                                      |                                                      |                                                      |   |       |                                                                |                                                                |                                                                |                                                                |                                                                |   |  |                                                      |                                                      |                                                      |                                                      |                                                      |  |   |                                                      |                                                      |                                                      |                                                      |                                                      |  |
|  |                                                      |                                                      |                                                      |                                                      |                                                      |   |       |                                                                |                                                                |                                                                |                                                                |                                                                |   |  |                                                      |                                                      |                                                      |                                                      |                                                      |  |   |                                                      |                                                      |                                                      |                                                      |                                                      |  |
|  |                                                      | 4                                                    | América                                              | 0                                                    | 2                                                    | 2 |       |                                                                |                                                                |                                                                |                                                                |                                                                |   |  |                                                      |                                                      |                                                      |                                                      |                                                      |  |   |                                                      |                                                      |                                                      |                                                      |                                                      |  |
|  |                                                      |                                                      |                                                      |                                                      |                                                      | 2 |       |                                                                |                                                                |                                                                |                                                                |                                                                |   |  |                                                      |                                                      |                                                      |                                                      |                                                      |  |   |                                                      |                                                      |                                                      |                                                      |                                                      |  |
|  |                                                      |                                                      | 5                                                    | Santos                                               | 3                                                    | 0 | 3     |                                                                |                                                                |                                                                |                                                                |                                                                |   |  |                                                      |                                                      |                                                      |                                                      |                                                      |  |   |                                                      |                                                      |                                                      |                                                      |                                                      |  |
|  | 5                                                    | Santos                                               | 5                                                    | Santos                                               | 3                                                    | 0 | 3     | 4                                                              | 3                                                              | 7                                                              |                                                                |                                                                |   |  |                                                      |                                                      |                                                      |                                                      |                                                      |  |   |                                                      |                                                      |                                                      |                                                      |                                                      |  |
|  | 5                                                    | Santos                                               |                                                      |                                                      |                                                      |   |       |                                                                |                                                                | 7                                                              |                                                                |                                                                |   |  |                                                      |                                                      |                                                      |                                                      |                                                      |  |   |                                                      |                                                      |                                                      |                                                      |                                                      |  |
|  | 13                                                   | Tecos UAG                                            | 1                                                    | 4                                                    | 5                                                    |   |       |                                                                |                                                                |                                                                |                                                                |                                                                |   |  |                                                      |                                                      |                                                      |                                                      |                                                      |  |   |                                                      |                                                      |                                                      |                                                      |                                                      |  |
|  | 13                                                   | Tecos UAG                                            | 1                                                    | 4                                                    | 5                                                    |   |       |                                                                |                                                                |                                                                |                                                                |                                                                |   |  |                                                      |                                                      |                                                      |                                                      |                                                      |  | 1 | Toluca (p.)                                          | 3                                                    | 2                                                    | 5 (5)                                                |                                                      |  |
|  |                                                      |                                                      |                                                      |                                                      |                                                      |   |       |                                                                |                                                                |                                                                |                                                                |                                                                |   |  |                                                      |                                                      |                                                      |                                                      |                                                      |  | 1 | Toluca (p.)                                          | 3                                                    | 2                                                    | 5 (5)                                                |                                                      |  |
|  |                                                      |                                                      | 2                                                    | Atlas                                                | 3                                                    | 2 | 5 (4) |                                                                |                                                                |                                                                |                                                                |                                                                |   |  |                                                      |                                                      |                                                      |                                                      |                                                      |  |   |                                                      |                                                      |                                                      |                                                      |                                                      |  |
|  |                                                      |                                                      | 2                                                    | Atlas                                                | 3                                                    | 2 | 5 (4) |                                                                |                                                                |                                                                |                                                                |                                                                |   |  |                                                      |                                                      |                                                      |                                                      |                                                      |  |   |                                                      |                                                      |                                                      |                                                      |                                                      |  |
|  |                                                      |                                                      |                                                      |                                                      |                                                      |   |       |                                                                |                                                                |                                                                |                                                                |                                                                |   |  |                                                      |                                                      |                                                      |                                                      |                                                      |  |   |                                                      |                                                      |                                                      |                                                      |                                                      |  |
|  |                                                      |                                                      |                                                      |                                                      |                                                      |   |       |                                                                |                                                                |                                                                |                                                                |                                                                |   |  |                                                      |                                                      |                                                      |                                                      |                                                      |  |   |                                                      |                                                      |                                                      |                                                      |                                                      |  |
|  |                                                      | 2                                                    | Atlas (*)                                            | 1                                                    | 2                                                    | 3 |       |                                                                |                                                                |                                                                |                                                                |                                                                |   |  |                                                      |                                                      |                                                      |                                                      |                                                      |  |   |                                                      |                                                      |                                                      |                                                      |                                                      |  |
|  |                                                      |                                                      |                                                      |                                                      |                                                      | 3 |       |                                                                |                                                                |                                                                |                                                                |                                                                |   |  |                                                      |                                                      |                                                      |                                                      |                                                      |  |   |                                                      |                                                      |                                                      |                                                      |                                                      |  |
|  |                                                      |                                                      | 7                                                    | Atlético Morelia                                     | 1                                                    | 2 | 3     |                                                                |                                                                |                                                                |                                                                |                                                                |   |  |                                                      |                                                      |                                                      |                                                      |                                                      |  |   |                                                      |                                                      |                                                      |                                                      |                                                      |  |
|  |                                                      |                                                      | 7                                                    | Atlético Morelia                                     | 1                                                    | 2 | 3     |                                                                |                                                                |                                                                |                                                                |                                                                |   |  |                                                      |                                                      |                                                      |                                                      |                                                      |  |   |                                                      |                                                      |                                                      |                                                      |                                                      |  |
|  |                                                      |                                                      |                                                      |                                                      |                                                      |   |       |                                                                |                                                                |                                                                |                                                                |                                                                |   |  |                                                      |                                                      |                                                      |                                                      |                                                      |  |   |                                                      |                                                      |                                                      |                                                      |                                                      |  |
|  |                                                      |                                                      |                                                      |                                                      |                                                      |   |       |                                                                |                                                                |                                                                |                                                                |                                                                |   |  |                                                      |                                                      |                                                      |                                                      |                                                      |  |   |                                                      |                                                      |                                                      |                                                      |                                                      |  |
|  |                                                      |                                                      |                                                      |                                                      |                                                      |   |       |                                                                | 2                                                              | Atlas                                                          | 4                                                              | 2                                                              | 6 |  |                                                      |                                                      |                                                      |                                                      |                                                      |  |   |                                                      |                                                      |                                                      |                                                      |                                                      |  |
|  |                                                      |                                                      |                                                      |                                                      |                                                      |   |       |                                                                |                                                                |                                                                |                                                                |                                                                | 6 |  |                                                      |                                                      |                                                      |                                                      |                                                      |  |   |                                                      |                                                      |                                                      |                                                      |                                                      |  |
|  |                                                      |                                                      | 3                                                    | Cruz Azul                                            | 0                                                    | 0 | 0     |                                                                |                                                                |                                                                |                                                                |                                                                |   |  |                                                      |                                                      |                                                      |                                                      |                                                      |  |   |                                                      |                                                      |                                                      |                                                      |                                                      |  |
|  |                                                      |                                                      | 3                                                    | Cruz Azul                                            | 0                                                    | 0 | 0     |                                                                |                                                                |                                                                |                                                                |                                                                |   |  |                                                      |                                                      |                                                      |                                                      |                                                      |  |   |                                                      |                                                      |                                                      |                                                      |                                                      |  |
|  |                                                      |                                                      |                                                      |                                                      |                                                      |   |       |                                                                |                                                                |                                                                |                                                                |                                                                |   |  |                                                      |                                                      |                                                      |                                                      |                                                      |  |   |                                                      |                                                      |                                                      |                                                      |                                                      |  |
|  |                                                      |                                                      |                                                      |                                                      |                                                      |   |       |                                                                |                                                                |                                                                |                                                                |                                                                |   |  |                                                      |                                                      |                                                      |                                                      |                                                      |  |   |                                                      |                                                      |                                                      |                                                      |                                                      |  |
|  |                                                      | 3                                                    | Cruz Azul                                            | 2                                                    | 2                                                    | 4 |       |                                                                |                                                                |                                                                |                                                                |                                                                |   |  |                                                      |                                                      |                                                      |                                                      |                                                      |  |   |                                                      |                                                      |                                                      |                                                      |                                                      |  |
|  |                                                      |                                                      |                                                      |                                                      |                                                      | 4 |       |                                                                |                                                                |                                                                |                                                                |                                                                |   |  |                                                      |                                                      |                                                      |                                                      |                                                      |  |   |                                                      |                                                      |                                                      |                                                      |                                                      |  |
|  |                                                      |                                                      | 6                                                    | Guadalajara                                          | 1                                                    | 2 | 3     |                                                                |                                                                |                                                                |                                                                |                                                                |   |  |                                                      |                                                      |                                                      |                                                      |                                                      |  |   |                                                      |                                                      |                                                      |                                                      |                                                      |  |
|  |                                                      |                                                      | 6                                                    | Guadalajara                                          | 1                                                    | 2 | 3     |                                                                |                                                                |                                                                |                                                                |                                                                |   |  |                                                      |                                                      |                                                      |                                                      |                                                      |  |   |                                                      |                                                      |                                                      |                                                      |                                                      |  |
|  |                                                      |                                                      |                                                      |                                                      |                                                      |   |       |                                                                |                                                                |                                                                |                                                                |                                                                |   |  |                                                      |                                                      |                                                      |                                                      |                                                      |  |   |                                                      |                                                      |                                                      |                                                      |                                                      |  |
|  |                                                      |                                                      |                                                      |                                                      |                                                      |   |       |                                                                |                                                                |                                                                |                                                                |                                                                |   |  |                                                      |                                                      |                                                      |                                                      |                                                      |  |   |                                                      |                                                      |                                                      |                                                      |                                                      |  |
|  |                                                      |                                                      |                                                      |                                                      |                                                      |   |       |                                                                |                                                                |                                                                |                                                                |                                                                |   |  |                                                      |                                                      |                                                      |                                                      |                                                      |  |   |                                                      |                                                      |                                                      |                                                      |                                                      |  |
|  |                                                      |                                                      |                                                      |                                                      |                                                      |   |       |                                                                |                                                                |                                                                |                                                                |                                                                |   |  |                                                      |                                                      |                                                      |                                                      |                                                      |  |   |                                                      |                                                      |                                                      |                                                      |                                                      |  |

- (*) Avanza por su mejor posición en la tabla

### Cuartos de final
| 19 de mayo de 1999, 18:30 | Necaxa         | 1:3 (1:1) | Toluca                                   | Estadio Azteca, México, D. F.   |                                 |
|                           | S. Vázquez 26' |           | R. García 43' · Macías 53' · Cardozo 63' | Árbitro(s): Edgar Ulises Rangel | Árbitro(s): Edgar Ulises Rangel |

| 22 de mayo de 1999, 15:00         | Toluca      | 1:2 (0:1) (Global 4:3) | Necaxa                     | Estadio Nemesio Díez, Toluca  |                               |
|                                   | Cardozo 68' |                        | Delgado 22' · Aguinaga 61' | Árbitro(s): Felipe Ramos Rizo | Árbitro(s): Felipe Ramos Rizo |
| Toluca avanzó a Semifinales (4-3) |             |                        |                            |                               |                               |

| 19 de mayo de 1999, 17:00 | Morelia    | 1:1 (1:1) | Atlas      | Estadio Morelos, Morelia    |                             |
|                           | Franco 32' |           | Osorno 21' | Árbitro(s): Antonio Marrufo | Árbitro(s): Antonio Marrufo |

| 22 de mayo de 1999, 20:45                                        | Atlas                     | 2:2 (0:1) (Global 3:3) | Morelia                      | Estadio Jalisco, Guadalajara    |                                 |
|                                                                  | Bustos 57' · Castillo 88' |                        | Mora 36' · Osorno 64' (a.g.) | Árbitro(s): Edgar Ulises Rangel | Árbitro(s): Edgar Ulises Rangel |
| Atlas avanzó a Semifinales por mejor posición en la tabla (3-3). |                           |                        |                              |                                 |                                 |

| 19 de mayo de 1999, 20:45 | Guadalajara  | 1:2 (0:1) | Cruz Azul                 | Estadio Jalisco, Guadalajara |                            |
|                           | Arellano 84' |           | Reynoso 3' · Palencia 86' | Árbitro(s): Eduardo Brizio   | Árbitro(s): Eduardo Brizio |

| 22 de mayo de 1999, 17:00             | Cruz Azul                   | 2:2 (1:2) (Global 4:3) | Guadalajara    | Estadio Azul, México, D. F.   |                               |
|                                       | Adomaitis 10' · Reynoso 64' |                        | García 12' 23' | Árbitro(s): Armando Archundia | Árbitro(s): Armando Archundia |
| Cruz Azul avanzó a Semifinales (4-3). |                             |                        |                |                               |                               |

| 20 de mayo de 1999, 16:00 | Santos                                      | 3:0 (2:0) | América | Estadio Corona, Torreón      |                              |
|                           | Machón 10' · Borgetti 28' · Lillingston 78' |           |         | Árbitro(s): León Padro Borja | Árbitro(s): León Padro Borja |

| 23 de mayo de 1999, 17:00          | América                   | 2:0 (1:0) (Global 2:3) | Santos | Estadio Azteca, México, D. F. |                             |
|                                    | Espínola 22' · Blanco 59' |                        |        | Árbitro(s): Gilberto Alcalá   | Árbitro(s): Gilberto Alcalá |
| Santos avanzó a Semifinales (2-3). |                           |                        |        |                               |                             |

### Semifinales
| 26 de mayo de 1999, 16:00 | Santos      | 1:1 (1:1) | Toluca      | Estadio Corona, Torreón    |                            |
|                           | Noriega 42' |           | Cardozo 28' | Árbitro(s): Eduardo Brizio | Árbitro(s): Eduardo Brizio |

| 29 de mayo de 1999, 15:00 | Toluca                               | 3:2 (2:2) (Global 4:3) | Santos                          | Estadio Nemesio Díez, Toluca  |                               |
|                           | Macías 7' · Abundis 25' · Alfaro 74' |                        | Ovelar 2' · Borgetti 15' (pen.) | Árbitro(s): Armando Archundia | Árbitro(s): Armando Archundia |
| Toluca avanzó a la Final. |                                      |                        |                                 |                               |                               |

| 26 de mayo de 1999, 18:00 | Cruz Azul | 0:4 (0:2) | Atlas                                                             | Estadio Azul, Ciudad de México |                               |
|                           |           |           | Andrade 29' · Zepeda 39' · J. Rodríguez 48' (pen.) · Castillo 50' | Árbitro(s): Felipe Ramos Rizo  | Árbitro(s): Felipe Ramos Rizo |

| 29 de mayo de 1999, 20:45 | Atlas                           | 2:0 (1:0) (Global 6:0) | Cruz Azul | Estadio Jalisco, Guadalajara |                             |
|                           | J. Rodríguez 25' · Castillo 60' |                        |           | Árbitro(s): Gilberto Alcalá  | Árbitro(s): Gilberto Alcalá |
| Atlas avanzó la Final.    |                                 |                        |           |                              |                             |

### Final

#### Ida
| 1     | POR   | Erubey Cabuto    |  |
| 22    | DEF   | Julio Estrada    |  |
| 3     | DEF   | Héctor López     |  |
| 5     | DEF   | Pablo Lavallén   |  |
| 27    | DEF   | Rafael Márquez   |  |
| 8     | MED   | Jorge Almirón    |  |
| 10    | MED   | Juan Rodríguez   |  |
| 17    | MED   | César Andrade    |  |
| 18    | MED   | Miguel Zepeda    |  |
| 11    | DEL   | Daniel Osorno    |  |
| 58    | DEL   | Hugo Castillo    |  |
| D. T. | D. T. | Ricardo La Volpe |  |

| 1     | POR   | Hernán Cristante |  |
| 4     | DEF   | Salvador Carmona |  |
| 5     | DEF   | Omar Blanco      |  |
| 13    | DEF   | Alberto Macías   |  |
| 27    | DEF   | Enrique Alfaro   |  |
| 7     | MED   | Víctor Ruiz      |  |
| 10    | MED   | Fabián Estay     |  |
| 18    | MED   | David Rangel     |  |
| 8     | MED   | Rafael García    |  |
| 15    | DEL   | Carlos Morales   |  |
| 9     | DEL   | José Cardozo     |  |
| D. T. | D. T. | Enrique Meza     |  |

| 7  | Delantero      | Eduardo Bustos | Entró |
| 19 | Defensa        | Gerardo Torres | Entró |
| 43 | Centrocampista | Juan Urteaga   | Entró |

| 14 | Centrocampista | Darko Vukić   | Entró |
| 19 | Defensa        | Adrián García | Entró |
| 20 | Delantero      | Hugo Santana  | Entró |

| 20' · 54' · 69' | César Andrade Hugo Castillo Rafael Márquez | 1:2 2:3 3:3 |

| 2' · 8' · 27' | Carlos Morales José Cardozo Carlos Morales | 0:1 0:2 1:3 |

| Principal | Eduardo Brizio |

| 1     | POR   | Erubey Cabuto    |  |
| 22    | DEF   | Julio Estrada    |  |
| 3     | DEF   | Héctor López     |  |
| 5     | DEF   | Pablo Lavallén   |  |
| 27    | DEF   | Rafael Márquez   |  |
| 8     | MED   | Jorge Almirón    |  |
| 10    | MED   | Juan Rodríguez   |  |
| 17    | MED   | César Andrade    |  |
| 18    | MED   | Miguel Zepeda    |  |
| 11    | DEL   | Daniel Osorno    |  |
| 58    | DEL   | Hugo Castillo    |  |
| D. T. | D. T. | Ricardo La Volpe |  |

| 1     | POR   | Hernán Cristante |  |
| 4     | DEF   | Salvador Carmona |  |
| 5     | DEF   | Omar Blanco      |  |
| 13    | DEF   | Alberto Macías   |  |
| 27    | DEF   | Enrique Alfaro   |  |
| 7     | MED   | Víctor Ruiz      |  |
| 10    | MED   | Fabián Estay     |  |
| 18    | MED   | David Rangel     |  |
| 8     | MED   | Rafael García    |  |
| 15    | DEL   | Carlos Morales   |  |
| 9     | DEL   | José Cardozo     |  |
| D. T. | D. T. | Enrique Meza     |  |

| 7  | Delantero      | Eduardo Bustos | Entró |
| 19 | Defensa        | Gerardo Torres | Entró |
| 43 | Centrocampista | Juan Urteaga   | Entró |

| 14 | Centrocampista | Darko Vukić   | Entró |
| 19 | Defensa        | Adrián García | Entró |
| 20 | Delantero      | Hugo Santana  | Entró |

| 20' · 54' · 69' | César Andrade Hugo Castillo Rafael Márquez | 1:2 2:3 3:3 |

| 2' · 8' · 27' | Carlos Morales José Cardozo Carlos Morales | 0:1 0:2 1:3 |

| Principal | Eduardo Brizio |

| 1     | POR   | Erubey Cabuto    |  |
| 22    | DEF   | Julio Estrada    |  |
| 3     | DEF   | Héctor López     |  |
| 5     | DEF   | Pablo Lavallén   |  |
| 27    | DEF   | Rafael Márquez   |  |
| 8     | MED   | Jorge Almirón    |  |
| 10    | MED   | Juan Rodríguez   |  |
| 17    | MED   | César Andrade    |  |
| 18    | MED   | Miguel Zepeda    |  |
| 11    | DEL   | Daniel Osorno    |  |
| 58    | DEL   | Hugo Castillo    |  |
| D. T. | D. T. | Ricardo La Volpe |  |

| 1     | POR   | Hernán Cristante |  |
| 4     | DEF   | Salvador Carmona |  |
| 5     | DEF   | Omar Blanco      |  |
| 13    | DEF   | Alberto Macías   |  |
| 27    | DEF   | Enrique Alfaro   |  |
| 7     | MED   | Víctor Ruiz      |  |
| 10    | MED   | Fabián Estay     |  |
| 18    | MED   | David Rangel     |  |
| 8     | MED   | Rafael García    |  |
| 15    | DEL   | Carlos Morales   |  |
| 9     | DEL   | José Cardozo     |  |
| D. T. | D. T. | Enrique Meza     |  |

| 7  | Delantero      | Eduardo Bustos | Entró |
| 19 | Defensa        | Gerardo Torres | Entró |
| 43 | Centrocampista | Juan Urteaga   | Entró |

| 14 | Centrocampista | Darko Vukić   | Entró |
| 19 | Defensa        | Adrián García | Entró |
| 20 | Delantero      | Hugo Santana  | Entró |

| 20' · 54' · 69' | César Andrade Hugo Castillo Rafael Márquez | 1:2 2:3 3:3 |

| 2' · 8' · 27' | Carlos Morales José Cardozo Carlos Morales | 0:1 0:2 1:3 |

| Principal | Eduardo Brizio |

| 1     | POR   | Erubey Cabuto    |  |
| 22    | DEF   | Julio Estrada    |  |
| 3     | DEF   | Héctor López     |  |
| 5     | DEF   | Pablo Lavallén   |  |
| 27    | DEF   | Rafael Márquez   |  |
| 8     | MED   | Jorge Almirón    |  |
| 10    | MED   | Juan Rodríguez   |  |
| 17    | MED   | César Andrade    |  |
| 18    | MED   | Miguel Zepeda    |  |
| 11    | DEL   | Daniel Osorno    |  |
| 58    | DEL   | Hugo Castillo    |  |
| D. T. | D. T. | Ricardo La Volpe |  |

| 1     | POR   | Hernán Cristante |  |
| 4     | DEF   | Salvador Carmona |  |
| 5     | DEF   | Omar Blanco      |  |
| 13    | DEF   | Alberto Macías   |  |
| 27    | DEF   | Enrique Alfaro   |  |
| 7     | MED   | Víctor Ruiz      |  |
| 10    | MED   | Fabián Estay     |  |
| 18    | MED   | David Rangel     |  |
| 8     | MED   | Rafael García    |  |
| 15    | DEL   | Carlos Morales   |  |
| 9     | DEL   | José Cardozo     |  |
| D. T. | D. T. | Enrique Meza     |  |

| 7  | Delantero      | Eduardo Bustos | Entró |
| 19 | Defensa        | Gerardo Torres | Entró |
| 43 | Centrocampista | Juan Urteaga   | Entró |

| 14 | Centrocampista | Darko Vukić   | Entró |
| 19 | Defensa        | Adrián García | Entró |
| 20 | Delantero      | Hugo Santana  | Entró |

| 20' · 54' · 69' | César Andrade Hugo Castillo Rafael Márquez | 1:2 2:3 3:3 |

| 2' · 8' · 27' | Carlos Morales José Cardozo Carlos Morales | 0:1 0:2 1:3 |

| Principal | Eduardo Brizio |

#### Vuelta
| 1     | POR   | Hernán Cristante |  |
| 4     | DEF   | Salvador Carmona |  |
| 5     | DEF   | Omar Blanco      |  |
| 13    | DEF   | Alberto Macías   |  |
| 27    | DEF   | Enrique Alfaro   |  |
| 7     | MED   | Víctor Ruiz      |  |
| 10    | MED   | Fabián Estay     |  |
| 18    | MED   | David Rangel     |  |
| 8     | MED   | Rafael García    |  |
| 23    | DEL   | José Abundis     |  |
| 9     | DEL   | José Cardozo     |  |
| D. T. | D. T. | Enrique Meza     |  |

| 1     | POR   | Erubey Cabuto    |  |
| 22    | DEF   | Julio Estrada    |  |
| 3     | DEF   | Héctor López     |  |
| 5     | DEF   | Pablo Lavallén   |  |
| 27    | DEF   | Rafael Márquez   |  |
| 8     | MED   | Jorge Almirón    |  |
| 10    | MED   | Juan Rodríguez   |  |
| 17    | MED   | César Andrade    |  |
| 18    | MED   | Miguel Zepeda    |  |
| 11    | DEL   | Daniel Osorno    |  |
| 58    | DEL   | Hugo Castillo    |  |
| D. T. | D. T. | Ricardo La Volpe |  |

| 6  | Defensa        | Antonio Taboada | Entró |
| 14 | Centrocampista | Darko Vukić     | Entró |
| 15 | Delantero      | Carlos Morales  | Entró |

| 7  | Delantero      | Eduardo Bustos | Entró |
| 29 | Defensa        | Mario Méndez   | Entró |
| 43 | Centrocampista | Juan Urteaga   | Entró |

| 3' · 27' | José Cardozo Alberto Macias | 1:1 2:1 |

| 1' · 50' | Hugo Castillo Miguel Zepeda | 0:1 2:2 |

| Acierto de penal · Acierto de penal · Fallo de penal (Atajado) · Acierto de penal · Acierto de penal · Acierto de penal | Antonio Taboada Víctor Ruiz Fabián Estay Darko Vukić José Cardozo Salvador Carmona | 1:0 2:1 2:2 3:2 4:3 5:4 |

| 1:1 2:2 3:3 4:4 5:4 | Juan Rodríguez Miguel Zepeda Daniel Osorno Rafael Márquez Eduardo Bustos Julio Estrada | Acierto de penal · Acierto de penal · Fallo de penal (Poste) · Acierto de penal · Acierto de penal · Fallo de penal (Atajado) |

| Principal | Gilberto Alcalá |

| 1     | POR   | Hernán Cristante |  |
| 4     | DEF   | Salvador Carmona |  |
| 5     | DEF   | Omar Blanco      |  |
| 13    | DEF   | Alberto Macías   |  |
| 27    | DEF   | Enrique Alfaro   |  |
| 7     | MED   | Víctor Ruiz      |  |
| 10    | MED   | Fabián Estay     |  |
| 18    | MED   | David Rangel     |  |
| 8     | MED   | Rafael García    |  |
| 23    | DEL   | José Abundis     |  |
| 9     | DEL   | José Cardozo     |  |
| D. T. | D. T. | Enrique Meza     |  |

| 1     | POR   | Erubey Cabuto    |  |
| 22    | DEF   | Julio Estrada    |  |
| 3     | DEF   | Héctor López     |  |
| 5     | DEF   | Pablo Lavallén   |  |
| 27    | DEF   | Rafael Márquez   |  |
| 8     | MED   | Jorge Almirón    |  |
| 10    | MED   | Juan Rodríguez   |  |
| 17    | MED   | César Andrade    |  |
| 18    | MED   | Miguel Zepeda    |  |
| 11    | DEL   | Daniel Osorno    |  |
| 58    | DEL   | Hugo Castillo    |  |
| D. T. | D. T. | Ricardo La Volpe |  |

| 6  | Defensa        | Antonio Taboada | Entró |
| 14 | Centrocampista | Darko Vukić     | Entró |
| 15 | Delantero      | Carlos Morales  | Entró |

| 7  | Delantero      | Eduardo Bustos | Entró |
| 29 | Defensa        | Mario Méndez   | Entró |
| 43 | Centrocampista | Juan Urteaga   | Entró |

| 3' · 27' | José Cardozo Alberto Macias | 1:1 2:1 |

| 1' · 50' | Hugo Castillo Miguel Zepeda | 0:1 2:2 |

| Acierto de penal · Acierto de penal · Fallo de penal (Atajado) · Acierto de penal · Acierto de penal · Acierto de penal | Antonio Taboada Víctor Ruiz Fabián Estay Darko Vukić José Cardozo Salvador Carmona | 1:0 2:1 2:2 3:2 4:3 5:4 |

| 1:1 2:2 3:3 4:4 5:4 | Juan Rodríguez Miguel Zepeda Daniel Osorno Rafael Márquez Eduardo Bustos Julio Estrada | Acierto de penal · Acierto de penal · Fallo de penal (Poste) · Acierto de penal · Acierto de penal · Fallo de penal (Atajado) |

| Principal | Gilberto Alcalá |

| 1     | POR   | Hernán Cristante |  |
| 4     | DEF   | Salvador Carmona |  |
| 5     | DEF   | Omar Blanco      |  |
| 13    | DEF   | Alberto Macías   |  |
| 27    | DEF   | Enrique Alfaro   |  |
| 7     | MED   | Víctor Ruiz      |  |
| 10    | MED   | Fabián Estay     |  |
| 18    | MED   | David Rangel     |  |
| 8     | MED   | Rafael García    |  |
| 23    | DEL   | José Abundis     |  |
| 9     | DEL   | José Cardozo     |  |
| D. T. | D. T. | Enrique Meza     |  |

| 1     | POR   | Erubey Cabuto    |  |
| 22    | DEF   | Julio Estrada    |  |
| 3     | DEF   | Héctor López     |  |
| 5     | DEF   | Pablo Lavallén   |  |
| 27    | DEF   | Rafael Márquez   |  |
| 8     | MED   | Jorge Almirón    |  |
| 10    | MED   | Juan Rodríguez   |  |
| 17    | MED   | César Andrade    |  |
| 18    | MED   | Miguel Zepeda    |  |
| 11    | DEL   | Daniel Osorno    |  |
| 58    | DEL   | Hugo Castillo    |  |
| D. T. | D. T. | Ricardo La Volpe |  |

| 6  | Defensa        | Antonio Taboada | Entró |
| 14 | Centrocampista | Darko Vukić     | Entró |
| 15 | Delantero      | Carlos Morales  | Entró |

| 7  | Delantero      | Eduardo Bustos | Entró |
| 29 | Defensa        | Mario Méndez   | Entró |
| 43 | Centrocampista | Juan Urteaga   | Entró |

| 3' · 27' | José Cardozo Alberto Macias | 1:1 2:1 |

| 1' · 50' | Hugo Castillo Miguel Zepeda | 0:1 2:2 |

| Acierto de penal · Acierto de penal · Fallo de penal (Atajado) · Acierto de penal · Acierto de penal · Acierto de penal | Antonio Taboada Víctor Ruiz Fabián Estay Darko Vukić José Cardozo Salvador Carmona | 1:0 2:1 2:2 3:2 4:3 5:4 |

| 1:1 2:2 3:3 4:4 5:4 | Juan Rodríguez Miguel Zepeda Daniel Osorno Rafael Márquez Eduardo Bustos Julio Estrada | Acierto de penal · Acierto de penal · Fallo de penal (Poste) · Acierto de penal · Acierto de penal · Fallo de penal (Atajado) |

| Principal | Gilberto Alcalá |

| 1     | POR   | Hernán Cristante |  |
| 4     | DEF   | Salvador Carmona |  |
| 5     | DEF   | Omar Blanco      |  |
| 13    | DEF   | Alberto Macías   |  |
| 27    | DEF   | Enrique Alfaro   |  |
| 7     | MED   | Víctor Ruiz      |  |
| 10    | MED   | Fabián Estay     |  |
| 18    | MED   | David Rangel     |  |
| 8     | MED   | Rafael García    |  |
| 23    | DEL   | José Abundis     |  |
| 9     | DEL   | José Cardozo     |  |
| D. T. | D. T. | Enrique Meza     |  |

| 1     | POR   | Erubey Cabuto    |  |
| 22    | DEF   | Julio Estrada    |  |
| 3     | DEF   | Héctor López     |  |
| 5     | DEF   | Pablo Lavallén   |  |
| 27    | DEF   | Rafael Márquez   |  |
| 8     | MED   | Jorge Almirón    |  |
| 10    | MED   | Juan Rodríguez   |  |
| 17    | MED   | César Andrade    |  |
| 18    | MED   | Miguel Zepeda    |  |
| 11    | DEL   | Daniel Osorno    |  |
| 58    | DEL   | Hugo Castillo    |  |
| D. T. | D. T. | Ricardo La Volpe |  |

| 6  | Defensa        | Antonio Taboada | Entró |
| 14 | Centrocampista | Darko Vukić     | Entró |
| 15 | Delantero      | Carlos Morales  | Entró |

| 7  | Delantero      | Eduardo Bustos | Entró |
| 29 | Defensa        | Mario Méndez   | Entró |
| 43 | Centrocampista | Juan Urteaga   | Entró |

| 3' · 27' | José Cardozo Alberto Macias | 1:1 2:1 |

| 1' · 50' | Hugo Castillo Miguel Zepeda | 0:1 2:2 |

| Acierto de penal · Acierto de penal · Fallo de penal (Atajado) · Acierto de penal · Acierto de penal · Acierto de penal | Antonio Taboada Víctor Ruiz Fabián Estay Darko Vukić José Cardozo Salvador Carmona | 1:0 2:1 2:2 3:2 4:3 5:4 |

| 1:1 2:2 3:3 4:4 5:4 | Juan Rodríguez Miguel Zepeda Daniel Osorno Rafael Márquez Eduardo Bustos Julio Estrada | Acierto de penal · Acierto de penal · Fallo de penal (Poste) · Acierto de penal · Acierto de penal · Fallo de penal (Atajado) |

| Principal | Gilberto Alcalá |

| Campeón Torneo Verano 1999 |
| -------------------------- |
|                            |
| Toluca                     |
| 5.o título                 |